# Erentrudis
Santa Erentrudis (o Erendruda) (f. 710) fue una santa virgen de la iglesia católica y sobrina de San Ruperto de Salzburgo. Su fecha y lugar de nacimiento se desconocen pero se cree que nació en la que actualmente es Alemania o Austria, en la parte final del siglo VII. Siguió a su tío desde Worms a Salzburgo, hasta consagrarse como primera abadesa de la Abadía de Nonnberg. Murió el 30 de junio de 710, el mismo año que San Ruperto.
Sus reliquias están en la cripta de la Iglesia de Santa María, no muy lejos del convento. Su festividad se celebra el 30 de junio. El 4 de septiembre se celebra el traslado de sus reliquias. 

## Actualidad
Santa Erentrudis fue seleccionada como el principal motivo de la acuñación de las monedas austríacas el 5 de abril de 2006. Fue la primera moneda de la serie "Grandes abadías de Austria". El dorso de la moneda muestra la cripta dedicada a ella en la Abadía de Nonnberg, con la estatua de la santa.